# Mistrovství Evropy v plaveckých sportech 1931
Mistrovství Evropy v plaveckých sportech za rok 1931 proběhlo v Paříži, Francie ve dnech 23. až 30. srpna 1931.
Soutěže
- Plavání
- Skoky do vody
- Vodní pólo